# ケプラー138d
ケプラー138d（英語: Kepler-138d）または KOI-314 c とは、地球から見てこと座の方向に約219光年離れたところにある赤色矮星 ケプラー138 を公転している太陽系外惑星の一つである。2014年にケプラー宇宙望遠鏡の観測により発見された。大きさの割に低い密度を持つことが知られており、海洋惑星である可能性が示されている太陽系外惑星の一つである。

## 発見と名称
ケプラー138dは、2009年に打ち上げられたケプラー宇宙望遠鏡によるトランジット法での観測から2014年に発見された。トランジット法では、惑星が恒星の手前を周期的に通過（トランジット）する際に発生するわずかな恒星の減光を検知することで惑星の存在を確かめる。ケプラー宇宙望遠鏡により、惑星によると思われる信号を検知した場合、その恒星にはケプラー宇宙望遠鏡による優先的な観測対象をまとめた Kepler object of interest (KOI) における名称が与えられ、その周囲を公転していると考えられる惑星候補にはその名称に続いて、発見順に .01、02、...と付していく。主星には KOI-314 という名称が与えられ、このとき2つの惑星候補が同時に発見されたため、公転周期の短い順に KOI-314.01、KOI-314.02 と命名された。
ケプラー宇宙望遠鏡による観測で発見された惑星候補の存在が確定すると、主星のKOIにおける名称の後に b、c、...と小文字のアルファベットが付与される名称になるのが慣例となっており、発見者らの研究グループも KOI-314.01 と KOI-314.02 の名称を同様に KOI-314 b、KOI-314 c に改めた。しかし、この2つの惑星候補の後に存在する可能性が浮上した KOI-314.03 については発見者らの研究グループは惑星であると明確に確定しておらず、この名称をそのまま使用した。一方で、その約2ヶ月後にケプラー宇宙望遠鏡を運営するケプラーチームは、KOI-314.03 についても惑星であると確定させたとする研究を発表した。ケプラー宇宙望遠鏡による観測で正式に存在が確定した恒星には Kepler-XX という確定番号が与えられ、主星の KOI-314 はケプラー宇宙望遠鏡による観測で惑星が発見された138番目の恒星であったことから「ケプラー138 (Kepler-138)」と命名された。確定番号においても、惑星の名称には主星の確定番号における名称の後に b、c、...と小文字のアルファベットが付与されていく規則となっているが、ケプラーチームは最も内側を公転していた KOI-314.03 を「ケプラー138b」、真ん中を公転していた KOI-314.01 (KOI-314 b) を「ケプラー138c」、最も外側を公転していた KOI-314.02 (KOI-314 c) を「ケプラー138d」と、発見者らの研究グループとは異なるアルファベットが付された名称が命名された。

## 特徴
| 海王星 | ケプラー138d |
| ------ | ------------ |
| 海王星 | Exoplanet    |

ケプラー138dは主星のケプラー138からの軌道長半径が 0.1288 au（約1930万 km）の軌道を約23日で公転している。ケプラー138系の3つの惑星では軌道が共鳴している可能性があり、bとdは9：4、cとdは5：3で共鳴しているとみられている。
2014年にケプラー138dの存在を確定させた研究グループらは当初、ケプラー138dの質量は地球の1.01倍、半径は地球の1.61倍であると発表した。この質量は、当時、主星の手前を通過することが知られていた太陽系外惑星の中では最も小さな値であった。地球よりもやや大きい半径を持つにも関わらず、質量は地球とほとんど差が無いことから、密度を計算すると木星とほぼ同程度である 1.31 g/cm3 と求められた。これはケプラー138dが金属や岩石で構成された地球のような地球型惑星やスーパーアースとは異なり、木星や土星のようなガス惑星の組成を持っていることを意味しており、半径の17%以上が気体状の外層で覆われている可能性が示された。太陽系で最も小さなガス惑星である海王星でも地球の4倍弱の半径があり、この大きさでは原始惑星系円盤内のガスを大量に集積することができるほどの重力を持っていないはずなので、仮にケプラー138dが本当にガス惑星であった場合、従来の惑星形成理論を大きく覆すことになるため、ケプラー138dは注目を集めることになった。
その後の研究でケプラー138dの物理的パラメーターは何度も改められたが、いずれも求められる密度は地球の半分以下であり、ケプラー138dには水素や水といった低質量の物質が多分に含まれる天体、もしくは非常に厚い揮発性のある物質の大気層が存在している天体であるという結論になっていた。ケプラー138dの内側を公転しており、半径は似通っているが密度が地球と同程度かやや大きいと見積もられていたケプラー138cとこれほど大きな差が出た原因として光蒸発に起因しているという仮説が立てられていた。
しかし2022年12月に、モントリオール大学系外惑星研究所の研究者らによるグループがケプラー宇宙望遠鏡、ハッブル宇宙望遠鏡、そしてスピッツァー宇宙望遠鏡による観測の分析、およびW・M・ケック天文台に搭載されている分光器HIRESによる主星ケプラー138の視線速度観測の結果、従来よりもケプラー138dの質量が大きかったと発表し、その質量を地球の2.1倍に改めた。これを基に計算するとケプラー138dの密度は 3.6 g/cm3 に改められ、火星よりやや小さい程度の値に落ち着いた。また、この研究で以前はケプラー138dとは違って高密度でほぼ純粋に岩石などで構成されていると考えられていたケプラー138cもケプラー138dと同程度の質量・半径・密度を持っていると求められた。このことから、この2つの惑星は水素やヘリウムなどの低質量の物質よりも重く、岩石よりも軽い揮発性に富んだ物質で主に構成されていると考えられ、このような条件を満たせる最も一般的な物質が水であったため、2つの惑星は大量の水を含む海洋惑星である可能性が示された。このような組成は地球型惑星やスーパーアースとは異なり、木星や土星を公転しているような氷衛星に近い。ケプラー138dが海洋惑星である場合、深さ 2,000 km もの海洋が岩石質の核を取り巻くマントルとなっているとみられ、表面の温度は地球よりも高温であると予想されることから、水は分厚い水蒸気の大気下における高温高圧の環境で液体ではなく超臨界流体の状態で存在している可能性もある。
| 研究グループ                | 質量 (M⊕)          | 半径 (R⊕)       | 密度 (g/cm3)    | 出典   |
| --------------------------- | ------------------ | --------------- | --------------- | ------ |
| 地球（参考）                | 1.00               | 1.00            | 5.513           | [ 14 ] |
| 木星（参考）                | 317.83             | 11.21           | 1.326           | [ 15 ] |
| Kipping et al. (2014)       | 1.01+0.42 −0.34    | 1.61+0.16 −0.15 | 1.31+0.82 −0.54 | [ 2 ]  |
| Jontof-Hutter et al. (2015) | 0.640+0.674 −0.387 | 1.212 ± 0.075   | 2.1+2.2 −1.2    | [ 11 ] |
| Almenara et al. (2018)      | 1.17 ± 0.30        | 1.68 ± 0.15     | 1.36+0.44 −0.35 | [ 7 ]  |
| Piaulet et al. (2022)       | 2.1+0.6 −0.7       | 1.51 ± 0.04     | 3.6 ± 1.1       | [ 6 ]  |